# جون ديفي
جون ديفي (بالإنجليزية: John Devey) (26 ديسمبر 1866 ببرمنغهام في المملكة المتحدة - 11 أكتوبر 1940 ببرمنغهام في المملكة المتحدة) هو لاعب كريكت ولاعب كرة قدم بريطاني (وحمل سابقاً جنسية المملكة المتحدة لبريطانيا العظمى وأيرلندا) في مركز الهجوم. شارك مع منتخب إنجلترا لكرة القدم. أما مع النوادي، فقد لعب مع أستون فيلا ووست بروميتش ألبيون.

## وصلات خارجية
- جون ديفي على موقع قاعدة بيانات كرة القدم.إي يو (الإنجليزية)
- جون ديفي على موقع ناشيونال فوتبول تيمز (الإنجليزية)
- جون ديفي على موقع Soccerbase.com (لاعب) (الإنجليزية)
- جون ديفي على موقع عالم كرة القدم.نت (الإنجليزية)